# XUnit

xUnit — собирательное название семейства фреймворков для модульного тестирования, структура и функциональность которых основана на SUnit, предназначавшегося для языка программирования Smalltalk. SUnit, разработанный Кентом Беком в 1998 году, был написан в высоко структурном объектно-ориентированном стиле, получил широкую популярность и был адаптирован для множества других языков. Названия фреймворков этого семейства образованы аналогично "SUnit", обычно заменяется буква "S" на первую букву (или несколько первых) в названии предполагаемого языка ("JUnit" для Java, "NUnit" для программной платформы .NET и т. д.). Семейство таких фреймворков с общей архитектурой обычно и известно как "xUnit".

## Архитектура xUnit
Все фреймворки из семейства xUnit имеют следующие базовые компоненты архитектуры, которые в различных реализациях могут слегка варьироваться.

### Модуль, выполняющий тестирование (Test runner)
Модуль представляет собой исполняемую программу, которая выполняет тесты, реализованные с помощью фреймворка, и отображает информацию о ходе их выполнения.

### Тестовые сценарии (Test cases)
Варианты тестирования (тестовые сценарии/случаи) являются базовыми элементами модульных тестов.

### Конфигурации тестирования (Test fixtures)
Конфигурация тестирования (также называемая контекстом) — это набор предварительно заданных условий или состояний объектов, необходимый для запуска теста. Разработчик должен задать заведомо корректную конфигурацию перед выполнением каждого теста, а затем вернуть оригинальную конфигурацию после завершения теста.

### Наборы тестов (Test suites)
Тестовый набор — это несколько тестов, имеющих общую конфигурацию. Очерёдность выполнения тестов не должна иметь значения.

### Выполнение тестов (Test execution)
Выполнение каждого теста происходит согласно следующей схеме:
```
setup
();
 
/* Сначала подготавливается 'контекст' тестирования */

...

/* Тело теста - здесь указывается тестовый сценарий */

...

teardown
();
 
/* После прохождения теста (независимо от его результата) контекст тестирования "очищается" */

```

### Форматирование результатов тестирования (Test result formatter)
Модуль, выполняющий тестирование, должен вывести результаты в одном или нескольких заданных форматах. В дополнение к обычному тексту, воспринимаемому человеком, часто результаты выводятся в формате XML.

### Утверждения (Assertions)
Утверждение в тесте — это функция или макрос, которая проверяет поведение или состояние тестируемого модуля. Часто утверждением является проверка равенства или неравенства некоторого параметра модуля ожидаемому результату. Неудачное прохождение проверки приводит к провалу всего тестового сценария и (если необходимо) к исключению, которое останавливает сценарий без перехода к следующему утверждению.

## Фреймворки xUnit
Фреймворки с архитектурой, характерной для xUnit, существуют для множества языков программирования и платформ разработки. Примеры:
- CppUnit - фреймворк для C++.
- DUnit - инструмент для среды разработки Delphi.
- JUnit - библиотека для Java.
- NUnit, xUnit.NET - среда юнит-тестирования для .NET.
- phpUnit - библиотека для PHP
- unittest - фреймворк для Python.

Остальные примеры:
- Список фреймворков для модульного тестирования